# Читалмари
Читалмари (бенг. চিতলমারি, англ. Chitalmari) — город на юго-западе Бангладеш, административный центр одноимённого подокруга. Площадь города равна 0,89 км². По данным переписи 2001 года, в городе проживало 973 человека, из которых мужчины составляли 53,55 %, женщины — соответственно 46,45 %. Уровень грамотности населения составлял 52,5 % (при среднем по Бангладеш показателе 43,1 %). 